# LSK Kvinner FK
LSK Kvinner FK (znany też jako Lillestrøm SK czy Lillestrøm) – norweski klub piłki nożnej kobiet, mający siedzibę w mieście Lillestrøm na południu kraju. Jest sekcją piłki nożnej kobiet w klubie Lillestrøm SK.

## Historia
Chronologia nazw:
- 10.10.1989: Setskog/Høland FK
- 2001: Team Strømmen
- 01.2010: LSK Kvinner FK

## Stadion
Klub rozgrywa swoje mecze domowe na stadionie LSK-Hallen w Lillestrøm, który może pomieścić 1500 widzów.

## Sukcesy

### Trofea międzynarodowe
- Liga Mistrzyń UEFA:
  - 1/16 finału (1): 2015/16

### Trofea krajowe
- Toppserien (I poziom):
  - mistrz (3): 2012, 2014, 2015
  - wicemistrz (5): 1992, 1995, 2005, 2008, 2013

- Puchar Norwegii:
  - zdobywca (3): 1992, 2014, 2015
  - finalista (3): 2005, 2008, 2009